# Fritz Schmelter
Fritz Schmelter (* 3. März 1904 in Deutsch-Lissa, Posen; † 12. August 1964) war ein deutscher Jurist und Staatsbeamter.

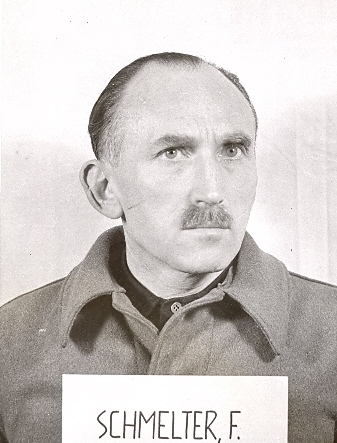
Fritz Schmelter während der Nürnberger Prozesse (um 1946).

## Leben
Nach dem Schulbesuch studierte Schmelter Rechtswissenschaften. Anschließend trat er in den Juristischen Vorbereitungsdienst ein. 1931 promovierte er an der Universität Breslau mit einer Dissertation über den Paragraphen 37 des Reichsbahngesetzes und die Baupolizeigenehmigung in Preußen zum Dr. jur. Die Große Juristische Staatsprüfung (Assessorexamen) bestand er 1933.
1933 wurde Schmelter, der seit 1932 der NSDAP angehörte (Mitgliedsnummer 1.137.184), als Assessor in den Staatsdienst aufgenommen. Nachdem er beim Treuhänder der Arbeit in Berlin beschäftigt gewesen war, wurde er im Januar 1938 zum Reichstreuhänder der Arbeit für das Wirtschaftsgebiet Hessen mit Sitz in Frankfurt am Main ernannt. Dieses Amt behielt er bis 1942 bei.
Am 10. Mai 1942 wurde Schmelter auf Vorschlag von Albert Speer durch den Generalbevollmächtigten für den Arbeitseinsatz Fritz Sauckel zum Sondertreuhänder der Arbeit für die Organisation Todt (OT) ernannt. In dieser Eigenschaft, die er bis zum Kriegsende beibehielt, war er insbesondere mit der Regelung der Arbeitsbedingungen (Arbeitszeit, Urlaub etc.) aller von der OT beschäftigten deutschen Angestellten betraut. Gleichzeitig war Schmelter von Mai 1942 bis Dezember 1943 Hauptabteilungsleiter in der Zentrale der Organisation Todt.
Im Dezember 1943 wurde Schmelter in das Reichsministerium für Rüstung und Kriegsproduktion versetzt, in dem er bis Dezember 1944 im Rang eines Ministerialdirigenten die Hauptabteilung für die Zuweisung von Arbeitskräften leitete. Anschließend unterstand ihm bis Kriegsende die Zentralabteilung für Arbeitseinsatz und Arbeitsleistung. In dieser Eigenschaft gehörte er in der Zeit vom 1. März bis 1. August 1944 dem sogenannten Jägerstab an, einem zur effektiveren Organisation der Rüstungsanstrengungen des Deutschen Reiches ins Leben gerufenen Koordinierungsgremium, dem Vertreter der verschiedenen beteiligten Stellen (Rüstungsministerium, SS, Post etc.) angehörten. Schmelter war innerhalb des Jägerstabs der Beauftragte für Arbeitskräftefragen. Um dem Mangel an Arbeitskräften auf dem Gebiet des Baus von Flugzeugfabriken abzuhelfen, entschied der Jägerstab schließlich, dass die Einbeziehung jüdischer KZ-Häftlinge erforderlich sei. Zu diesem Zweck sollten etwa 100.000 der im Sommer 1944 massenhaft ins KZ Auschwitz deportierten ungarischen Juden mit Einwilligung Adolf Hitlers in das Bauprogramm des Stabes eingebunden werden. Schmelter kritisierte im Verlauf dieses Projekts die unzureichende Zufuhr geeigneter Arbeitskräfte:
Bisher sind zwei Transporte angekommen, die in das SS-Lager Auschwitz gekommen sind. Angeboten wurden für die Jägerbauten nur Kinder, Frauen und Greise, mit denen sehr wenig anzufangen ist. Wenn nicht schon die nächsten Transporte Männer im arbeitsfähigen Alter bringen, dürfte die ganze Aktion nicht sehr erfolgreich werden.
Kurz vor Kriegsende geriet Schmelter, der auch der SS angehörte (Mitgliedsnr. 188.076) und in der er als Ehrenrangführer am 9. November 1941 den Rang eines SS-Obersturmbannführers erreichte, im April 1945 in alliierte Gefangenschaft. In der Folgezeit wurde er im Rahmen der Nürnberger Prozesse als Zeuge vernommen. Insbesondere trat er im Verfahren gegen seinen ehemaligen Kollegen im Jägerstab, den Generalfeldmarschall Erhard Milch, auf.
In der Nachkriegszeit gehörte Schmelter dem Vorstand der Deutschen Industrie-Finanzierungs AG in Frankfurt am Main an.

## Schriften
- Der 37 des Reichsbahngesetzes und die Baupolizeigenehmigung in Preußen, (= Öffentliches Recht, Steuerpolitik und Finanzwissenschaft Bd. 3) 1931. (Dissertation)
- Die wichtigsten arbeitsrechtlichen Bestimmungen insbesondere die Reichstarifordnung für den Güterfernverkehr. Vom 15. Oktober 1936. Mit Einleitung und Erläuterungen, 1936.
- Reichstarifordnung (Tarifordnung) zur Regelung der Lohn- und Arbeitsbedingungen für das Hilfspersonal der Ärzte, Zahnärzte, Tierärzte, Dentisten und Heilpraktiker für das Gebiet des Deutschen Reiches. Vom 1. Febr. 1939, 1939.
- Reichstarifordnung für die besonderen Arbeitsbedingungen der Montagestamm- und Zeitarbeiter in der Eisen-, Metall- und Elektroindustrie vom 7. November 1939-15. April 1940. Stand vom 15.12.1941, 1941.
- Sammlung der Tarifordnungen, Anordnungen und Erlasse für das deutsche Baugewerbe im Ausland. Nach dem Stande vom 1. März 1943, Bd. 1, 1943.